# Cyclaspis australora
Cyclaspis australora är en kräftdjursart som beskrevs av Francis Day 1978. Cyclaspis australora ingår i släktet Cyclaspis och familjen Bodotriidae. Inga underarter finns listade i Catalogue of Life.